# Jiří Georg Dokoupil
Jiří Georg Dokoupil (Krnov, 3 de junio de 1954) es un pintor checo, adscrito al neoexpresionismo.

## Biografía
Nacido en Krnov, República Checa, tras la Primavera de Praga (1969), emigra junto a su familia a Colonia. Nacionalizado alemán, estudió Bellas Artes en la Fachhochschule Für Kunst und Design de Colonia, en Fráncfort del Meno y en la Cooper Unión de Nueva York, donde fue alumno de Joseph Kosuth y Hans Haacke. Miembro del grupo neoexpresionista alemán "Mülheimer Freiheit", junto a Hans Peter Adamski, Peter Bömmels, Walter Dahn, Gerard Kever y Gerhard Naschberger, sus propuestas artísticas tuvieron gran éxito en los años 80, coincidiendo con el debate planteado por el arte postmoderno. Dokoupil ha trabajado como profesor en academias de Arte de Düsseldorf y Madrid, donde dirigió el Taller de Arte Actual del Círculo de Bellas Artes. 
La obra de Dokoupil es de difícil clasificación, recurre con frecuencia a la mixtificación, tanto de técnica como de estilos. En él se vislumbra tanto la influencia del arte barroco, el impresionismo, el simbolismo o el surrealismo como el arte de vanguardia y la abstracción, con motivos de corte naïf o primitivista. Asimismo, recurre a la simbología tanto cristiana como judía, mezclado con imágenes eróticas o fetichistas.
En cuanto a técnica, ha trabajado en todo tipo de soportes, desde los tradicionales hasta nuevos métodos de investigación, podemos encontrar pinturas, fotografías, dibujos, esculturas... desde el pirograbado, la pintura al humo, incluso pinturas con leche materna, con pompas de jabón... hasta impresiones digitales de gran formato en su reciente serie "Cuadros de cine" o sobre soportes tan dispares como neumáticos o fotocopias.

## Exposiciones
- Museum Folkwang, (1984), Essen, Alemania.
- Kunsthaus Luzern, (1985), Lucerna, Suiza.
- Espace Lyonnais d'Art Contemporain, (1985), Lyon, Francia.
- Fundación Caja de Pensiones, (1989), Madrid, España.
- Horsens Kunstmuseum, (1991), Lunden, Alemania.
- Kunsthalle, (1992), Kiel, Alemania.
- Museum Moderner Kunst Stiftung Ludwig, (1997), Viena, Austria.
- Château de Chenonceau, (1999), Francia.
- Palacio de Velázquez, (2000), Madrid, España.
- Centro Atlántico de Arte Moderno, (2003), Las Palmas de Gran Canaria, España.

## Obra en Museos y Colecciones
- Antigua Galería Nacional de Berlín, Berlín, Alemania.
- Nenes Museum, Weimar, Alemania.
- Musée Nationale d´Art Moderne en el Centro Pompidou, París, Francia.
- Museum Boymans van Beuningen, Róterdam, Países Bajos.
- Museo Nacional Centro de Arte Reina Sofía (MNCARS), Madrid, España.
- Centro Atlántico de Arte Moderno (CAAM), Las Palmas de Gran Canaria, España.